# پوکاچوانا
پوکاچوانا (به اسپانیایی: Pucachuaña) یک کوه در پرو است که در Peru, Puno Region واقع شده‌است. پوکاچوانا ۵٬۰۰۰ متر بالاتر از سطح دریا واقع شده‌است.